# آش دوغ
آش دوغ (بالإنجليزية: /ˌɑːʃeɪ ˈduːɡ, ˌɑːʃi ˈdoʊɡ/) هو نوع من حساء الزبادي يُحضّر في مناطق مختلفة من إيران، أذربيجان وشيراز، مع اختلافات بسيطة في المكونات. ويُعد هذا الحساء نوعًا من أنواع آش. وتوجد أطباق مشابهة له في أنحاء غرب آسيا.

## الاشتقاق اللغوي
يختلف تهجئة اسم هذا الطبق بالإنجليزية، ومن الأشكال المتداولة "ash-e dugh". كما توجد تسميات بديلة لهذا الحساء، مثل "ash-e mast". فكلمة "دوغ" تعني "الزبادي"، بينما "آش-ِه" هي إضافة (فارسية) تعني "آش من"، أي "آش مصنوع من الزبادي".

## المكونات
عادةً ما يُحضّر آش دوغ باستخدام الزبادي أو دوغ، إلى جانب أنواع مختلفة من الأعشاب (مثل الكزبرة، والكراث، والطرخون، والنعناع، والبقدونس)، والخضروات (مثل السبانخ، والرجلة، والحمص، والبازلاء، والبصل، والثوم)، وكرات لحم الضأن، والبيض، والأرز، والملح، وأنواع متعددة من البهارات. يُضاف النعناع المقلي مع الزيت (وأحيانًا مع الثوم) كزينة للطبق. ويمكن تحضير هذا الحساء نباتيًا.

## الاختلافات
يفضّل بعض الأشخاص تحضير هذا الحساء باستخدام الزبادي، بينما يفضّل آخرون استخدام دوغ.
هناك طبق مشابه جدًا في المطبخ الآشوري/السرياني/الكلداني يُعرف باسم بوشالا، وهو حساء مشابه لآش دوغ من حيث احتوائه أيضًا على الزبادي والخضروات الخضراء. ويُستهلك هذا الطبق من قبل الآشوريين/السريان/الكلدان في إيران والعراق، على الرغم من أنه قد يحتوي على مكونات مختلفة قليلًا.

## الملاحظات
1. ↑  الفارسية: آش دوغ، إيران: ‎fa‏، اللغة الفارسية: ‎prs‏؛ الطاجيكية: Оши дӯғ, رومنة: Oshi do‘g‘, ‎tg‏؛ الأذرية: آیران/دوغا آشی, رومنة: Ayran/Dovga aşı[1]